# Monolistra hercegoviniensis
Monolistra (Pseudomonolistra) hercegoviniensis là một loài chân đều trong họ Sphaeromatidae. Loài này được Absolon miêu tả khoa học năm 1916.